# Le Pré-Saint-Gervais
Le Pré-Saint-Gervais è un comune francese di 17 950 abitanti situato nel dipartimento della Senna-Saint-Denis nella regione dell'Île-de-France.

## Società

### Evoluzione demografica
Abitanti censiti

## Amministrazione

### Gemellaggi
- Giengen an der Brenz